# Ahmad al-Araj
Abū l-ʿAbbās Aḥmad ibn Muḥammad ibn Muḥammad al-Ḥasanī al-Saʿdī, in arabo ﺍﺑﻮ ﺍﻟﻌﺒﺎﺱ أحمد بن محمد بن محمد الحسني السعدي‎? più noto come Aḥmad al-Aʿraj in arabo أحمد الأعرج‎? ossia "Aḥmad lo Zoppo" (1486 – Marrakech, 1557), è stato il secondo sultano  della dinastia sa'diana del Maghreb al-Aqsa (Marocco). Succedette a suo padre Muḥammad al-Qāʾim nel 1517, regnando fino al 1544. Sotto il suo governo la dinastia estese il proprio controllo su Marrakech, la città che diverrà la storica capitale dei sa'diani. Morì assassinato nel 1557.

## Biografia
Nel 1517 venne invitato a Marrakech dal governatore Muḥammad ibn Nāṣir, per meglio dirigere le operazioni militari contro i Portoghesi stanziati nella costa. Nel 1524 fece assassinare Muḥammad b. Nāṣir, proclamando Marrakech nuova capitale della dinastia sa'diana e nominando il fratello Muhammad al-Shaykh governatore di Taroudant.
Dopo la presa di Marrakech, il sultano wattaside di Fez, Ahmad al-Wattasi, su pressione degli ʿulamāʾ dell'Università al-Qarawiyyin (ostili al sufismo, incoraggiato invece dai sa'diani), formò un esercito e marciò a sud, incontrando l'esercito sa'diano nei pressi del fiume Wādī al-ʿAbīd, vicino alla città di Béni Mellal. Aḥmad al-Wattasi venne sconfitto e costretto a sottoscrivere il trattato di Tadla, che separava il confine tra le due dinastia nella regione di Tadla.
Nel 1541 Aḥmad al-Aʿraj e il fratello Muhammad al-Shaykh prepararono due eserciti e si separarono: Aḥmad attaccò Azemmour mentre Muḥammad assediò Agadir, entrambe in mano ai Portoghesi. Aḥmad fallì mentre Muḥammad ottenne una grande vittoria sui Lusitani, strappando loro Agadir. Aḥmad pretese dal fratello la consegna di metà del bottino accumulato ad Agadir e, quando Muḥammad si rifiutò, Aḥmad lo attaccò ad Amskroud, venendo respinto. Muḥammad al-Shaykh si volle vendicare del fratello e nel 1544 preparò un esercito e attaccò Marrakech, riuscendo ad espugnarla. Aḥmad al-Aʿraj venne fatto prigioniero e mandato in esilio a Tafilalet assieme alla sua famiglia. Rimase sovrano formale della dinastia ma, di fatto, non deteneva più alcun potere ed era il fratello a governare.
Quando il 23 ottobre del 1557 venne assassinato il fratello Muḥammad al-Shaykh, Aḥmad al-Aʿraj, con sette tra figli e nipoti venne messo a morte a Marrakech dal governatore della città ʿAlī ibn Abī Bakr, per garantire la successione ad Abd Allah al-Ghalib, figlio di Muhammad al-Shaykh.